# Silbomyia asiatica
Silbomyia asiatica är en tvåvingeart som beskrevs av Crosskey 1965. Silbomyia asiatica ingår i släktet Silbomyia och familjen spyflugor. Inga underarter finns listade i Catalogue of Life.